# Logis de la Constantinière
Le logis de la Constantinière est une demeure située à Soulaines-sur-Aubance, en France.

## Localisation
La demeure est située dans le département français de Maine-et-Loire, sur la commune de Soulaines-sur-Aubance.

## Historique
L'édifice est inscrit au titre des monuments historiques en 1994.